# 帕洛梅罗
帕洛梅罗，是西班牙埃斯特雷马杜拉卡塞雷斯省的一个市镇。总面积20平方公里，
2001年普查人口總數為573人，人口密度為每平方公里29人。